# Montuno

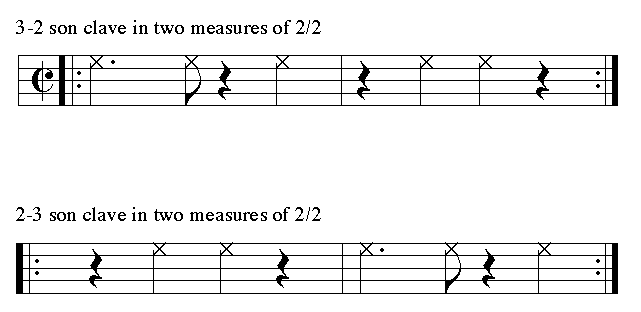
Rythme caractéristique du montuno

Le terme montuno a plusieurs sens, tous relatifs à la musique cubaine. Le son montuno est un style de musique de Cuba. Arsenio Rodríguez l'a développé à partir de sons, introduisant des solos d'instruments appelés montunos. Il s'inspire du guaguancó, accentue la trompette et la guitare tres, et introduit de nouveaux instruments tels que la conga et le piano. Benny Moré rajoute de nouvelles influences du guaracha et du boléro.

## Origines
L'origine du mot est littéralement « de la montagne ». Les musiciens qui parlent de son montuno font allusion aux anciens styles de musiques rurales venant des montagnes du centre de Cuba.

## Caractéristiques
Le Son Montuno, plus rarement appelé Son Manigüero, désigne essentiellement le son cubain, mais peut aussi désigner la séquence rythmique répétitive jouée au piano, appelée aussi « tumbao ». Son importance est cruciale pour la solidité de la section rythmique,. 
Il constitue un mélange de son cubain et du guaguanco. Arsenio Rodríguez, un compositeur prolifique qui a écrit presque deux cents chansons a révolutionné le sous-genre musical en introduisant l’idée de superposer les guajeos (ostinato mélodique typiquement cubain) – une imbrication de plusieurs parties contrapuntiques. Cet aspect de la modernisation du son peut être considéré comme une «ré-africanisation» musicale,  une pratique courante pour les treseros de jouer une série de variations de guajeos pendant leurs solos.  Arsenio Rodríguez a accompli l’étape cruciale du remplacement de la guitare par le piano, qui a considérablement élargi les possibilités contrapuntiques et harmoniques de la musique populaire cubaine.
Montuno peut aussi désigner une séquence de question/réponses musicales dans la salsa,. La salsa n'a pas seulement été construite sur des rythmes cubains. Les musiciens nord-américains ont contribué aux progressions de type jazz qui se produisaient en parallèle dans le Mambo et d'autres rythmes qui définissaient ce style musical dansant.

Certains auteurs suggèrent qu'à Cuba, la salsa n'a jamais été faite en tant que telle, car sur l'île il y avait des rythmes définis et avec son nom, tels que: Son Montuno, Guaguancó, Cha Cha Cha, Guajira et autres.